# Девідсон (Північна Кароліна)
Девідсон (англ. Davidson) — місто (англ. town) в США, в окрузі Мекленберг штату Північна Кароліна. Населення — 15 106 осіб (2020).

## Географія
Девідсон розташований за координатами 35°29′8″ пн. ш. 80°49′37″ зх. д. / 35.48556° пн. ш. 80.82694° зх. д. (35.485691, -80.826881). За даними Бюро перепису населення США в 2010 році місто мало площу 15,54 км², з яких 14,90 км² — суходіл та 0,64 км² — водойми.

## Демографія
Згідно з переписом 2010 року, у місті мешкали 10 944 особи в 3671 домогосподарстві у складі 2429 родин. Густота населення становила 704 особи/км². Було 4253 помешкання (274/км²).
Расовий склад населення:
| - 87,8 % — білих - 6,4 % — чорних або афроамериканців - 2,8 % — азіатів - 0,2 % — корінних американців - 1,1 % — осіб інших рас |

До двох чи більше рас належало 1,7 %. Частка іспаномовних становила 3,8 % від усіх жителів.
За віковим діапазоном населення розподілялося таким чином: 22,8 % — особи молодші 18 років, 64,7 % — особи у віці 18—64 років, 12,5 % — особи у віці 65 років та старші. Медіана віку мешканця становила 35,7 року. На 100 осіб жіночої статі у місті припадало 90,3 чоловіків; на 100 жінок у віці від 18 років та старших — 87,5 чоловіків також старших 18 років.
Середній дохід на одне домашнє господарство становив 142 306 доларів США (медіана — 105 083), а середній дохід на одну сім'ю — 172 107 доларів (медіана — 135 905). Медіана доходів становила 104 628 доларів для чоловіків та 61 639 доларів для жінок. За межею бідності перебувало 5,7 % осіб, у тому числі 4,5 % дітей у віці до 18 років та 3,6 % осіб у віці 65 років та старших.
Цивільне працевлаштоване населення становило 5554 особи. Основні галузі зайнятості: освіта, охорона здоров'я та соціальна допомога — 28,4 %, мистецтво, розваги та відпочинок — 14,5 %, науковці, спеціалісти, менеджери — 13,4 %.